# Bertholletia excelsa
Nucul brazilian (Bertholletia excelsa) este un copac sud-american din familia Lecythidaceae. Nuca brazilianǎ este numele semintei comestibile ale arborelui recoltatǎ comercial. Este unul dintre cei mai mari și mai longeviv copaci din pădurea tropicală amazoniană. Fructul și coaja sa de nucă – care conțin nuca braziliană comestibilă – sunt relativ mari, cântărind probabil până la 2 kg (4,4 lb) în greutate totală. Ca aliment, nucile braziliene sunt remarcabile pentru conținutul divers de micronutrienți, în special pentru o cantitate mare de seleniu. Lemnul arborelui de nuc brazilian este apreciat pentru calitatea sa în tâmplărie, podele și construcții grele.

## Taxonomie
Familia de nuci de Brazilia, Lecythidaceae, este în ordinul Ericales, la fel ca și alte plante binecunoscute, cum ar fi afinele, merisoarele, sapotul, gutaperca, ceaiul, phloxul și curkii. Arborele este singura specie din genul monotipic Bertholletia, numit după chimistul francez Claude Louis Berthollet.

## Descriere

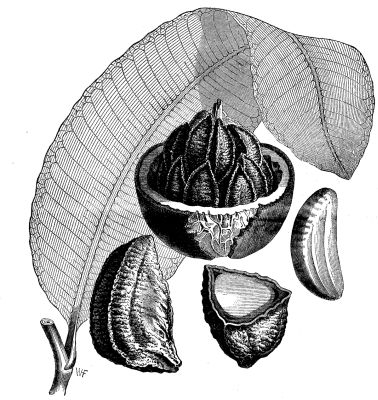
Reprezentare a nucilor de Brazilia în Suplimentul Scientific American, nr. 598, 18 iunie 1887

Nucul Brazilian este un copac mare, ajungând să fie de 50 m înălțime, și cu un trunchi de 1-2m în diametru, făcându-l printre cei mai mari copaci din pădurea tropicală amazoniană. Poate trăi 500 de ani sau mai mult și poate ajunge adesea la o mie de ani. Tulpina este dreaptă și de obicei fără ramuri pentru mai mult de jumătate din înălțimea copacului, cu o coroană mare, emergentă de ramuri lungi deasupra copacului din jur al altor copaci.
Scoarța este cenușie și netedă. Frunzele sunt de foioase de sezon uscat, alternative, simple, întregi sau crenate, alungite, de lungime 20-35 cm și 10-15cm lǎțime. Florile sunt mici, alb-verzui, în panicule de lungime 5-10 cm; fiecare floare are un caliciu de foioase cu două părți, șase petale inegale de culoare crem și numeroase stamine unite într-o masă largă, în formă de glugă.

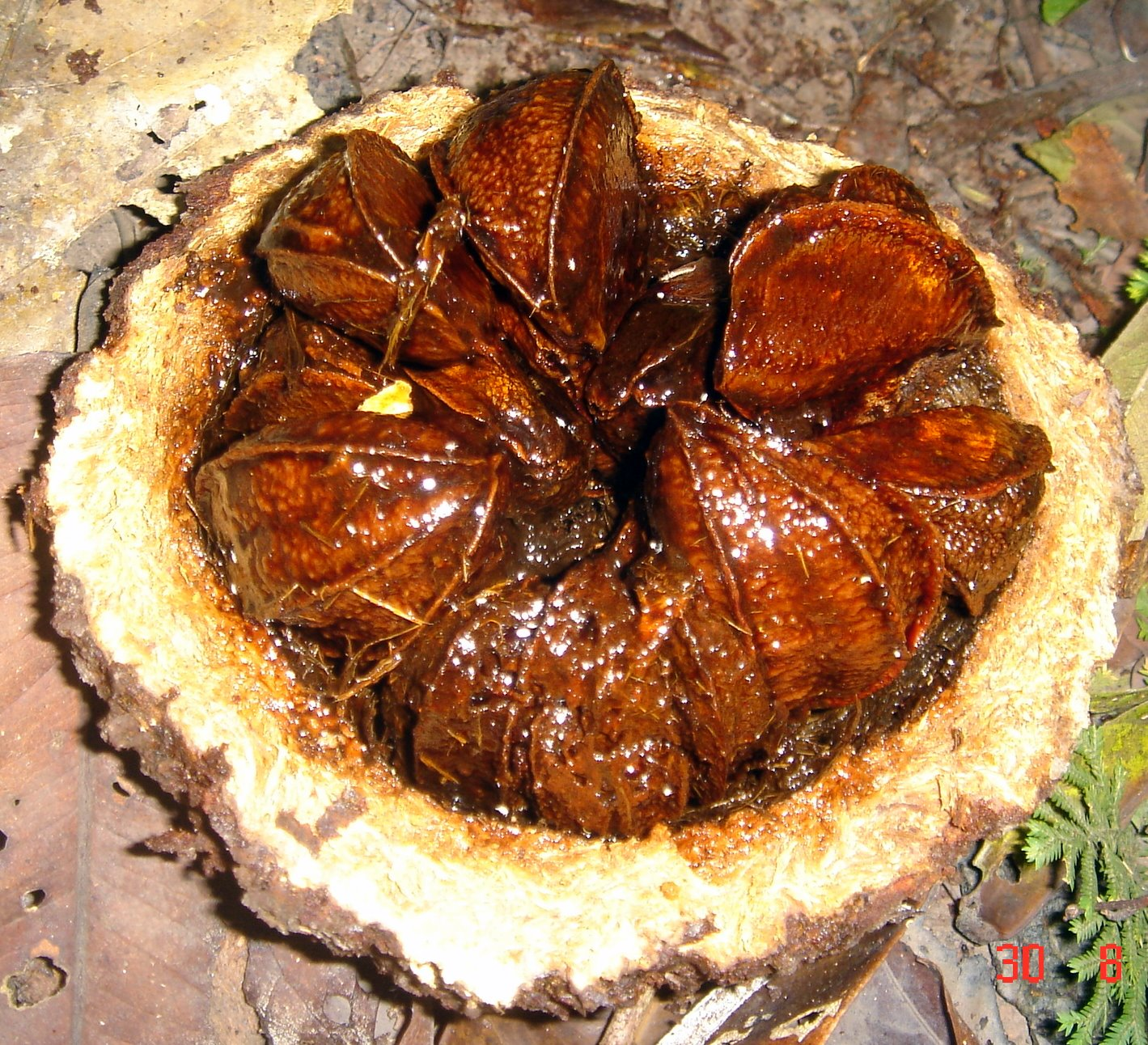
Un fruct de nucă de Brazilia proaspăt tăiat

## Productie
| Producția de nuci braziliene – 2020 | Producția de nuci braziliene – 2020 |
| Țară                                | (tone)                              |
| ----------------------------------- | ----------------------------------- |
| Brazilia                            | 33.118                              |
| Bolivia                             | 30.843                              |
| Peru                                | 5.697                               |
| Global                              | 69.658                              |
| Sursa: FAOSTAT al Națiunilor Unite  |                                     |

În 2020, producția globală de nuci de Brazilia (în coajă) a fost de 69.658 de tone, majoritatea provenind din recoltele sălbatice din pădurile tropicale, în special din regiunile amazoniene din Brazilia și Bolivia, care au produs 92% din totalul mondial.

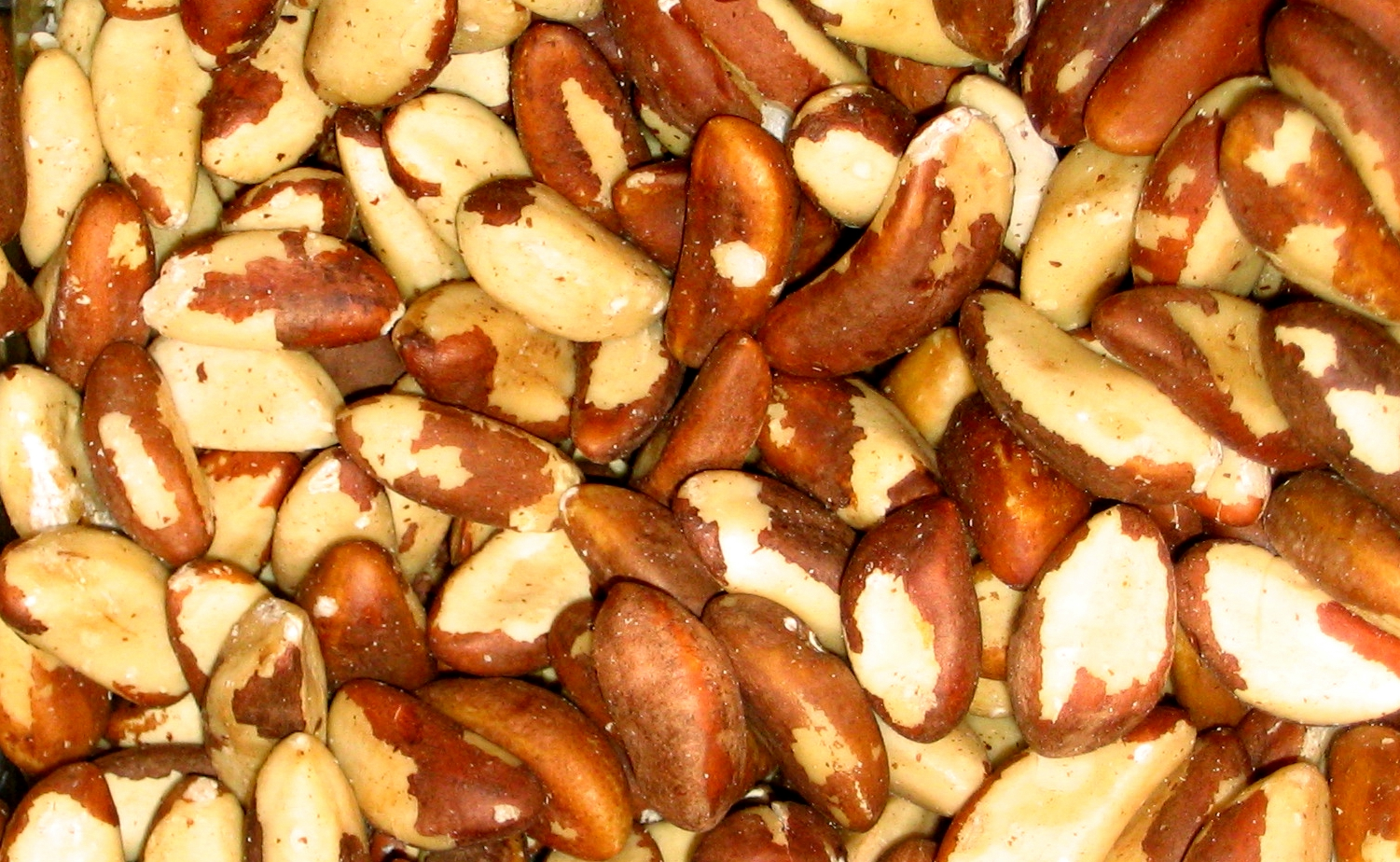
Nuci braziliene după îndepărtarea cojii

Nucile braziliene sunt 3% apă, 14% proteine, 12% carbohidrați și 66% grăsimi. Componentele grăsimilor sunt 16% saturate, 24% mononesaturate și 24% polinesaturate (vezi tabelul pentru sursa USDA).
Într-o cantitate de referință 100 grame (3,5 oz), nucile braziliene furnizează 659 de calorii și sunt o sursă bogată (20% sau mai mult din valoarea zilnică, DV) de fibre alimentare (30% DV), tiamină (54% DV), vitamina E (38% DV), magneziu (106% DV), fosfor (104% DV), mangan (57% DV) și zinc (43% DV). Calciul, fierul și potasiul sunt prezente în cantități moderate (10-19% DV, tabel).